# Heleen Pott
Heleen (Helena Judith) Pott (Ridderkerk, 8 mei 1952) is een Nederlands filosoof. Zij is sinds 1999 hoogleraar aan de Socrates-leerstoel van de Erasmus Universiteit Rotterdam, met als bijzondere leeropdracht: kunst en samenleving in humanistisch perspectief. Daarnaast is zij al sinds 1992 als universitair docent verbonden aan de vakgroep Wijsbegeerte van de Universiteit Maastricht.

## Biografie
Geboren in Ridderkerk verhuist het gezin van Pott in 1960 naar Opheusden in de Betuwe. In 1970 behaalde zij het diploma Gymnasium Beta aan het Stedelijk Gymnasium in Tiel. Pott studeerde vervolgens sociologie, filosofie en literatuurwetenschappen aan de Universiteit van Amsterdam. Tijdens haar studietijd was zij medevertaler van het feministische boek, Je lichaam je leven: het lijf-boek voor vrouwen. Zij studeerde in 1985 cum-laude af op een studie over Schopenhauer en het pessimisme.
Tussen 1988 en 1992 was zij aangesteld aan de Faculteit Filosofie aan de Universiteit van Amsterdam. In 1992 promoveerde zij cum-laude op een studie over filosofische emotietheorieën (De liefde van Alcibiades). Daarin bestudeerde zij de omslag in het filosofisch denken over emoties, waarbij de tegenstelling tussen ratio en emotie is weggevallen.
Na haar promotie concentreerde zij zich op de moderne filosofie. Dat resulteerde onder andere in de bloemlezing Filosofen van deze tijd uit 2000.
In 1999 werd Pott benoemd tot bijzonder hoogleraar aan de Erasmus Universiteit Rotterdam (Socratesleerstoel). Zij was visiting professor van het Emotion Centre aan de Universiteit van Haifa. In de periode 2007-2008 was zij Fellow aan het NIAS in  Wassenaar, en in 2009 Visiting Professor aan de Universitas Carolina in Praag.
Pott was van 2005 tot 2008 enige tijd bestuurslid van het Humanistich Verbond en redacteur van de tijdschriften Krisis, Algemeen Nederlands tijdschrift voor wijsbegeerte en Filosofie & praktijk. Zij heeft zich ook verdiept in de thema's cultuur, trauma en herinnering en publiceerde een lange reeks artikelen in uiteenlopende organen, zoals Trouw, NRC Handelsblad, Tijdschrift voor humanistiek en Kunst en wetenschap.

## Boeken
- 1988: Pessimisme als filosofie
- 1990: Vertaling van Richard Rorty's Solidariteit of objectiviteit
- 1992: De liefde van Alcibiades
- 1998: Denken en voelen
- 2000: Survival in het mensenpark

### Diverse publicaties
- Bloemlezing Filosofen van deze tijd (met Maarten Doorman)
- 2002, 'Brief aan Desiderius Erasmus, in antwoord op diens brief van 14 maart 1514' (in Brieven aan Erasmus)

- Gemeinsame Normdatei: 1175592358
- International Standard Name Identifier: 0000 0000 7732 2041
- Library of Congress Control Number: n93072840
- NARCIS: PRS1241451
- Nationale Bibliotheek van Israël: 987007432445905171
- Nederlandse Thesaurus van Auteursnamen: 073555797
- Virtual International Authority File: 70466175
- WorldCat: E39PBJmpcyV6VMTk7FCQCypHG3